# Masuyita
La masuyita es un mineral raro de uranio y plomo de la clase de los óxidos. Su fórmula química es Pb[(UO2)3O3(OH)2]·3H2O, siendo descrito por primera vez en la Mina de Shinkolobwe en la República Democrática del Congo. Posee un alto contenido en uranio, superior al 60%, lo que la convierte en un mineral radioactivo.
Recibe su nombre del geólogo belga Gustave Masuy (nacido en Brujas, Bélgica, el 9 de febrero de 1905 y fallecido en Bruselas el 9 de junio de 1945).

## Ocurrencia
La masuyita es un mineral secundario formado por oxidación de depósitos que contienen uranio. Es bastante común encontrarla asociada con otros minerales como la uraninita, rutherfordina, becquerelita, fourmarierita, wyartita, wölsendorfita, kasolita, o la metastudtita.

## Yacimientos
La masuyita tiene como localidad tipo la mina de Shinkolobwe y la mina Kamoto, cerca de Kolwezi, provincia de Katanga, Congo (provincia de Shaba, Zaire). También se han descrito yaciminetos en la mina El Sharana, South Alligator Valley, Australia. En Europa se puede encontrar en el depósito de uranio de Rabéjac, unos siete km al sur-suroeste de Lodève, Herault, Francia.